# Municipio de East Amwell
El municipio de East Amwell (en inglés: East Amwell Township) es un municipio ubicado en el condado de Hunterdon en el estado estadounidense de Nueva Jersey. En el año 2010 tenía una población de 4.013 habitantes y una densidad poblacional de 53,94 personas por km².

## Geografía
El municipio de East Amwell se encuentra ubicado en las coordenadas 40°25′51″N 74°50′13″O / 40.43083, -74.83694.

## Demografía
Según la Oficina del Censo en 2000 los ingresos medios por hogar en el municipio eran de $85,664 y los ingresos medios por familia eran $90,000. Los hombres tenían unos ingresos medios de $60,945 frente a los $39,306 para las mujeres. La renta per cápita para la localidad era de $37,187. Alrededor del 1.7% de la población estaba por debajo del umbral de pobreza.